# Smule
Smule es una aplicación de música estadounidense lanzada inicialmente con el nombre Sing !, Karaoke en plataformas iOS en 2012  y posteriormente en Android en 2013. Smule amplió su experiencia musical para incluir la web en 2016, aunque en un formato consultivo por ahora. En 2020, Smule Sing! Impuso restricciones a su popular función "Live Jam" e implementó restricciones de colaboración a través de su actualización SingInStyle en octubre de 2020, lo que provocó una avalancha de comentarios negativos y peticiones ardientemente contra la nueva interfaz y la falta de respuesta de los desarrolladores a los comentarios de los consumidores.
Smule fue descrita como "la aplicación de música más grande de la que no has oído hablar" por CNET en 2018. 
En octubre de 2017, Smule comenzó a ofrecer duetos oficiales de Disney comenzando con la canción 'You're Welcome' con el personaje de Moana de Dwayne "The Rock" Johnson, Maui. Fue el primero de varios duetos animados que están disponibles en la aplicación. La aplicación Smule también permite a los usuarios realizar duetos junto a artistas internacionales como Jason Derulo, Luis Fonsi, J Balvin, Charlie Puth, Polina Gagárina Sebastian Yatra, Natti Natasha y Siti Badriah.
En 2020, Smule estuvo al frente de una avalancha de controversias de su base de usuarios, debido a una serie de actualizaciones que eliminaron las funciones integrales de colaboración de la aplicación.
La actualización de octubre de 2020, SingInStyle recibió un aluvión de críticas negativas de miles de usuarios en línea, y ha generado más críticas, ya que fue impulsada a pesar de la mala recepción por parte de los grupos de prueba en septiembre de 2020.

## Desarrollo
TechCrunch explicó:

El cofundador y director de tecnología de Smule, Ge Wang, dice que las funciones de colaboración deberían ayudar con el objetivo más amplio de Smule de hacer que la interpretación musical sea más divertida y accesible. Cuando alguien abre una aplicación Smule, dice que no debería preguntarse: "¿Soy músico?" porque la respuesta suele ser no. En cambio, el objetivo es atraer a la gente y, cuando se den cuenta de que están haciendo música, "ya es demasiado tarde, ya se están divirtiendo". Con Sing, debería ser menos intimidante unirse a una canción ya creada que empezar a cantar por su cuenta.

Una actualización de la aplicación agregó nuevos filtros, como uno que hace que el usuario suene como si estuviera cantando en la ducha.
Los usuarios pueden cantar duetos con otros usuarios de Smule en cualquier parte del mundo en tiempo real. A Smule se le ha otorgado una patente sobre cómo maneja la latencia en este escenario.

## Colaboración musical
Los usuarios eligen una canción y la cantan como solista , en dúo o en grupo. Las actuaciones se cargan en la base de datos de Smule, momento en el que cualquiera puede escucharlas. Los usuarios pueden habilitar el modo de grabación de video si desean grabar tanto video como audio. También se puede habilitar una bandera privada, si los usuarios no quieren permitir que otros escuchen su grabación.

## Recepción crítica
Smule Sing! En general, ha sido recibido positivamente por su creciente base de usuarios durante la última década por sus innovadoras capacidades de colaboración, funciones de video y variedad de FX a disposición de los usuarios.
Sin embargo, la compañía comenzó a enfrentar una reacción violenta a partir del verano de 2020 con la eliminación de la función integral Live Jam de su aplicación. A partir de este punto, los usuarios comenzaron a frustrarse con un "exceso de actualizaciones sordas", así como con la falta de respuesta a los comentarios de la comunidad por parte de los desarrolladores.
El mayor alboroto crítico se produjo con la actualización push de octubre de 2020 que eliminó efectivamente las capacidades FX de la aplicación, lo que hizo que los proyectos y los esfuerzos de colaboración ya no fueran viables. El mismo día se inició una petición de Change.org en un intento de transmitir las frustraciones de la comunidad a los desarrolladores. Hasta ahora, la petición ha obtenido las firmas de más de 3.000 usuarios de Smule.
Las aplicaciones que dicen "¡Canta! ¡Únete a la fiesta mundial de karaoke! Va a horrorizar o deleitar a la gente, dependiendo de su punto de vista sobre el karaoke, en general. Sí, hay muchos malos cantantes, pero el nombre del juego es divertirse, y con el mundo entero como escenario, Sing! puede ser muy divertido".
AppAdvice dijo "En cuanto a la selección de música, la aplicación gratuita es una mezcla".
Appolicious concluyó: "¡Esa es la belleza de Sing! Puede que produzca o no Beyoncé , Snoop Dogg , Idina Menzel , John Mayer o incluso Rebecca Black , pero es una manera maravillosa para que los cantantes de todo el mundo se unan y hagan una alegre sonido".